# Sessenta e Seis (jogo)
Sessenta e seis ou 66 (em alemão: Sechsundsechzig), às vezes conhecido como Paderbörnern. (o nome Paderbörnern está relacionado à história de que o jogo se originou na cidade de Paderborn) é um jogo de baralho por pontos rápido de 5 ou 6 cartas. É do tipo “ Rei-Rainha|] para 2 a 4 jogadores, jogado com 24 cartas.
É um jogo de prioridade ás-dez onde os ases são as cartas mais altas e os dez a segunda. Foi descrito como "um dos melhores jogos de duas mãos já inventados". Jogos intimamente relacionados, para diferentes números de jogadores, são populares em toda a Europa e incluem o jogo de cartas nacional da Áustria, Schnapsen, o tcheco/eslovaco Mariáš, o húngaro Ulti, o finlandês Marjapussi e o francês Bezique. O pinochle americano também descende desta família. Juntamente com a família dos jogos de cartas Valete-Nove|, estes formam a grande família dos jogos de cartas da família dos jogos Rei-Rainha.

## História

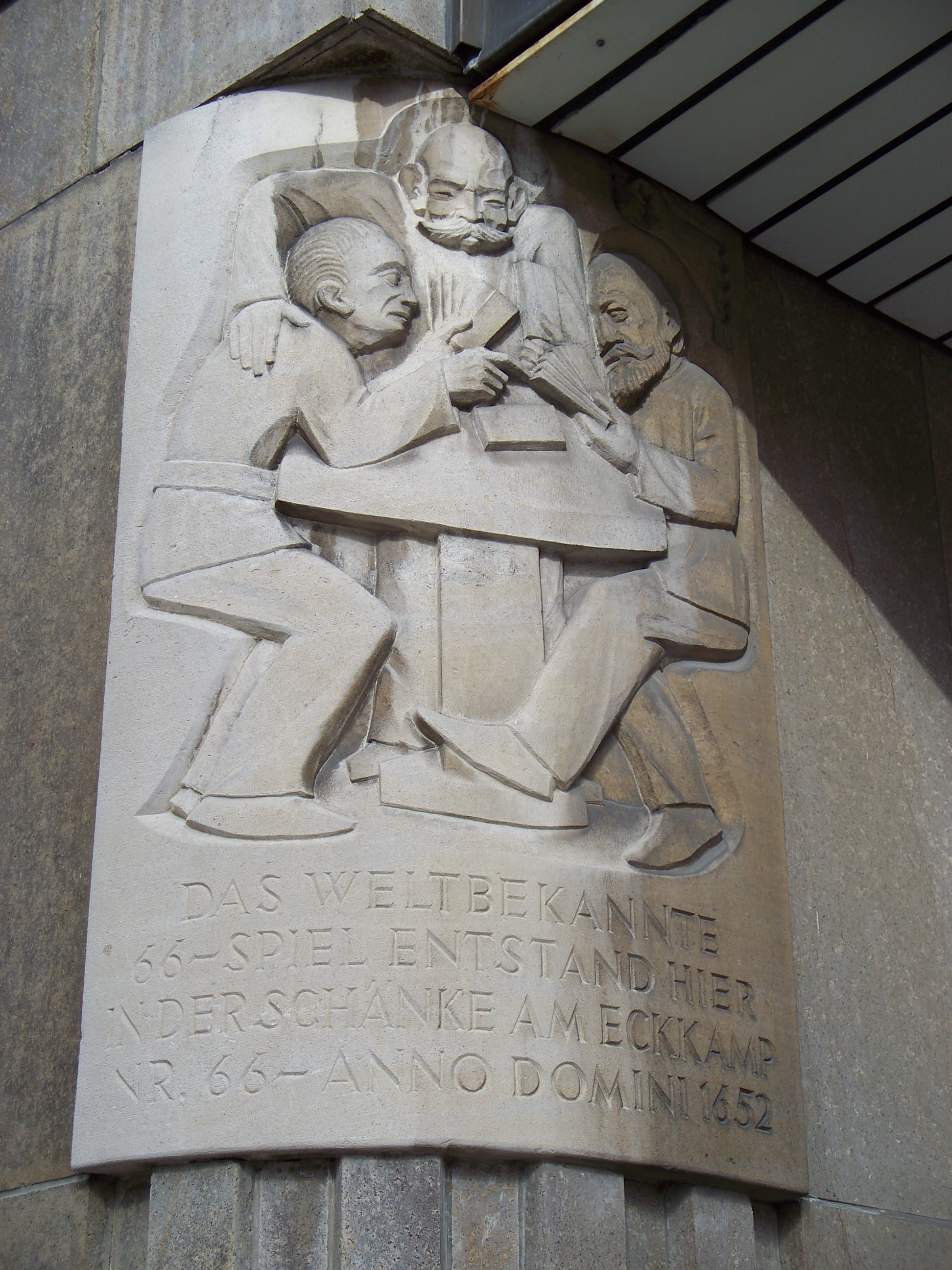
Placa em Paderborn comemorando o suposto primeiro jogo de sessenta e seis no pub em Eckkamp nº 66 1652. O pub não existe mais; o endereço atual é Kamp 17

O ancestral do sessenta e seis é o jogo alemão de Mariage, que foi registrado pela primeira vez em 1715 sob o nome de Mariagen-Spiel "apesar das alegações de sua invenção em Paderborn, Westphalia, em 1652". Embora haja uma placa comemorativa em Paderborn, no Kamp 17, afirmando que o "mundialmente famoso jogo de Sessenta e Seis foi inventado aqui no pub no nº 66, Am Eckkamp em 1652", the conclusion of a 1960 investigation was that the story was probably a 19th century invention.

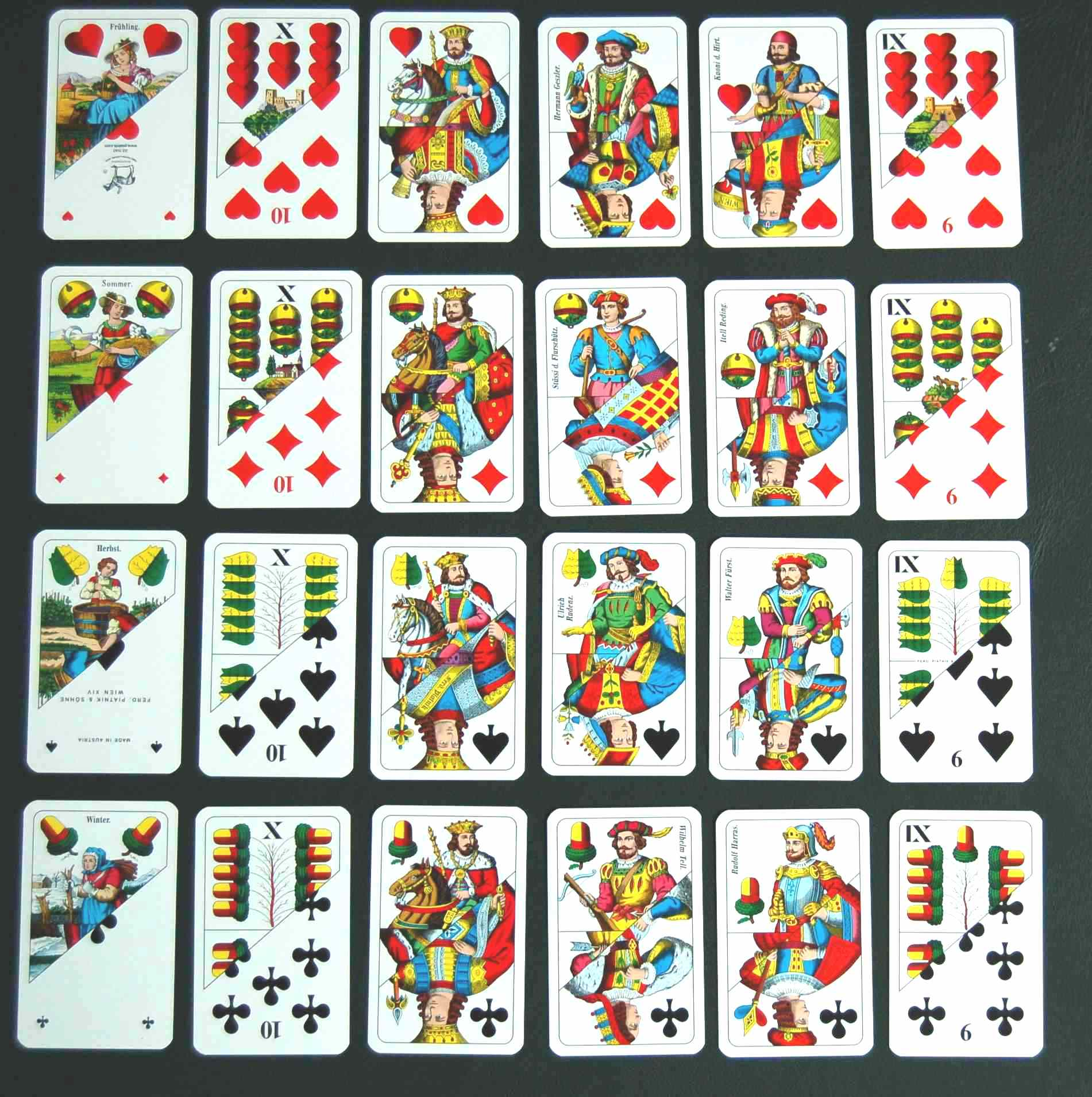
Cartas Franco Alemãs para Sechsundsechzig

O jogo de cartas "sessenta e seis" apareceu em compêndios de jogos de cartas alemãs como uma variante dos jogos Mariage por volta de 1860. As principais diferenças eram que era jogado com 24 cartas, e não com 32, os bônus de "amour" (ter o Ás e o Dez de trunfo na mão) e "whitewashing" (fazer todas as seis últimas vazas) foram eliminados, e os jogadores podiam "sair" ao atingir 66 sem jogar até o final (e, portanto, o vencedor da última vaza vencida o jogo de qualquer maneira). A última regra mencionada foi introduzida no Mariage no final da mesma época (para uma pontuação de 101 pontos). No dialeto de Leipzig, o jogo era conhecido como "Schnorps", "Schnarps", "Schnarpsen" ou "Schnorpsen".  Em 1901, era considerado um dos jogos de cartas mais populares na cidade de Pforzheim, no Grão-Ducado de Baden, Baden, ao lado de jogos como Blind, Skat, Tap e Tarrock (possivelmente O Sessenta e Seis era amplamente jogado por poloneses-americanos em South Bend (Indiana), nas décadas de 1950 e 1960. Havia torneios regulares e jogos a dinheiro. Os lances geralmente eram em polonês. Havia um jogo de parceria de quatro mãos e um jogo de três mãos, "cut-throat", envolvendo sete cartas por mão e uma carta “viúva” das três cartas vencida pela primeira vaza. Ambos eram jogados até 15 pontos. Nas décadas de 1970 e 1980, uma abordagem de lances mais agressiva foi desenvolvida em jogos familiares, conhecida como estilo Kromkowski. A família Kromkowski calculou probabilidades e circunstâncias que favoreciam estratégias de lances mais altos. Isso envolve, em parte, entender a distribuição das cartas. A partir das cartas da sua mão e dos lances de outros jogadores, você pode avaliar o que os outros têm. O processo é notavelmente semelhante a um modelo oculto de Markov (HMM), um modelo estatístico no qual o sistema modelado é considerado um processo de Markov com parâmetros desconhecidos, e o desafio é determinar os parâmetros ocultos (as outras mãos) a partir dos parâmetros observáveis (sua mão e as apostas). 

## Visão geral
Sessenta e seis é um jogo de 6 cartas jogado com um baralho de 24 cartas composto por ás, dez, rei, rainha, valete e nove, valendo 11, 10, 4, 3, 2 e 0 pontos, respectivamente (em comparação, seu primo próximo, o jogo austríaco de Schnapsen, não utiliza os noves e tem uma mão de 5 cartas). O naipe de trunfo é determinado aleatoriamente. Cada jogador começa com uma mão completa e compra do baralho após cada vaza. O objetivo em cada rodada é ser o primeiro jogador a marcar 66 pontos. As cartas valem 120 pontos no total, e a última vaza vale 10 pontos. Um jogador que tiver um rei e uma rainha do trunfo.
A escolha do baralho varia de região para região, mas o jogo geralmente é jogado com cartas do mesmo naipe francês ou cartas duplas alemãs. Para torneios em que jogadores de diferentes regiões competem, existem baralhos alemão-francês especiais. O Sechsundsechzig é jogado com um baralho de 24 cartas. 

## História
Existem seis cartas por naipe no Sechsundsechzig:
| Naipes          | Naipes       | Naipes           | Naipes       | Naipes              |
| --------------- | ------------ | ---------------- | ------------ | ------------------- |
| Baralho Francês |              |                  |              |                     |
| Baralho Alemão  |              |                  |              |                     |
| Nome dos naipes | Copas (Herz) | Diamantes (Karo) | Espads (Pik) | Paus (Kreuz, Treff) |

### Valores das cartas
A tabela mostra as cartas classificadas da maior para a menor e seu valor em pontos após serem retiradas. Muitos jogos da Europa Central usam essa classificação. A classificação difere da classificação padrão britânica ou norte-americana, pois o dez ocupa o primeiro lugar, ou seja, é a segunda carta mais alta depois do ás.
| Ás, deuce (Daus)           | 11 |
| Dez (Zehner)               | 10 |
| Rei (König)                | 04 |
| Dama, Rainha (Ober, Dame)  | 03 |
| Valete, jack (Unter, Bube) | 02 |
| Nove (Neuner)              | 0  |

## Regras

### Mão
O “mão” (jogador que distribui as cartas ) é determinado por qualquer método aceitável para ambos os jogadores. A distribuição (mão) então se alterna entre os jogadores. Cada jogador recebe seis cartas em dois pacotes de 3, começando com o jogador que não distribuiu as cartas (não mão), e a carta do topo do maço de baralho restante é virada para cima para mostrar o trunfo. As cartas restantes não distribuídas são colocadas transversalmente sobre o trunfo para formar o maço (estoque sobre a mesa).

### Jogo
O jogador que não é o mão lidera a primeira vaza. Uma vaza é tomada pela carta mais alta do naipe que está na vaza, a menos que a vaza contenha uma carta do naipe de trunfo, caso em que é tomada pela carta de trunfo mais alta da vaza. Até que o estoque acabe, não há "obrigação" de seguir o naipe ou de trunfar. A vaza é tomada pelo vencedor, virada para baixo, e não deve ser vista novamente. O vencedor marca o valor das duas cartas na vaza, conforme mostrado na tabela acima. Os jogadores devem se lembrar de quantos pontos marcaram, pois suas pontuações não podem ser registradas e eles não têm permissão para olhar para as vazas anteriores. Uma vez que a vaza é jogada, o vencedor pega a carta do topo do talon para reabastecer sua mão, então o perdedor faz o mesmo. O vencedor da vaza lidera a próxima vaza

### Nove de trunfos
O portador da carta de trunfo mais baixa, o nove, pode trocá-la pela carta de trunfo virada para cima sob o masso. Isso só pode ser feito por um jogador que esteja na liderança e tenha vencido pelo menos uma vaza. Essa troca não pode ser feita no meio de uma vaza. Deve ser feita logo após os jogadores reabastecerem suas mãos, quando não há cartas em jogo. 

### Casamentos ou pares
Em seu turno, quando estiver na liderança, um jogador pode cartas num 'casamento' de rainha e rei ou um 'par' de Valete do mesmo naipe, jogando um e mostrando simultaneamente o outro. Casamentos regulares (ou pares) valem 20 pontos e casamentos de trunfo valem 40. Um casamento ou par geralmente é anunciado de alguma forma ao outro jogador, frequentemente dizendo o número de pontos feitos ("vinte" ou "quarenta"). Os pontos não contam para o total do jogador até que ele tenha conquistado o maço se esgote, com o trunfo virado para cima conquistado pelo perdedor da sexta vaza, as regras do jogo mudam e se tornam mais rígidas. Os jogadores agora devem seguir o naipe liderado (ganhando a vaza quando possível), devem trunfar (definir novo trunfo) e não tiverem cartas do naipe até então trunfo, e casamentos não podem mais ser jogados. 

### Fechamento
O fechamento indica que o jogador que fecha o jogo tem uma mão boa o suficiente para atingir a meta de 66 pontos, de acordo com as regras de  maço esgotado acima. O jogador deve estar liderando a próxima vaza para fechar. Isso é indicado virando a carta de trunfo virada para cima, antes ou depois de pegar cartas para completar a mão para 6 cartas. As regras mudam para as regras rígidas fornecidas acima para o jogo após o  maço se esgotar. O  maço agora está "fechado" e os jogadores não reabastecem suas mãos, e não há bônus de 10 pontos por pegar a última vaza. Se o jogador que fecha a rodada atingir 66 pontos de carta primeiro, ele marca pontos de jogo conforme descrito abaixo. Se ele não atingir 66 pontos de carta ou seu oponente atingir 66 pontos de carta primeiro, seu oponente marca 2 pontos de jogo, ou 3 se esse oponente não tiver nenhuma vaza.

### Declaração

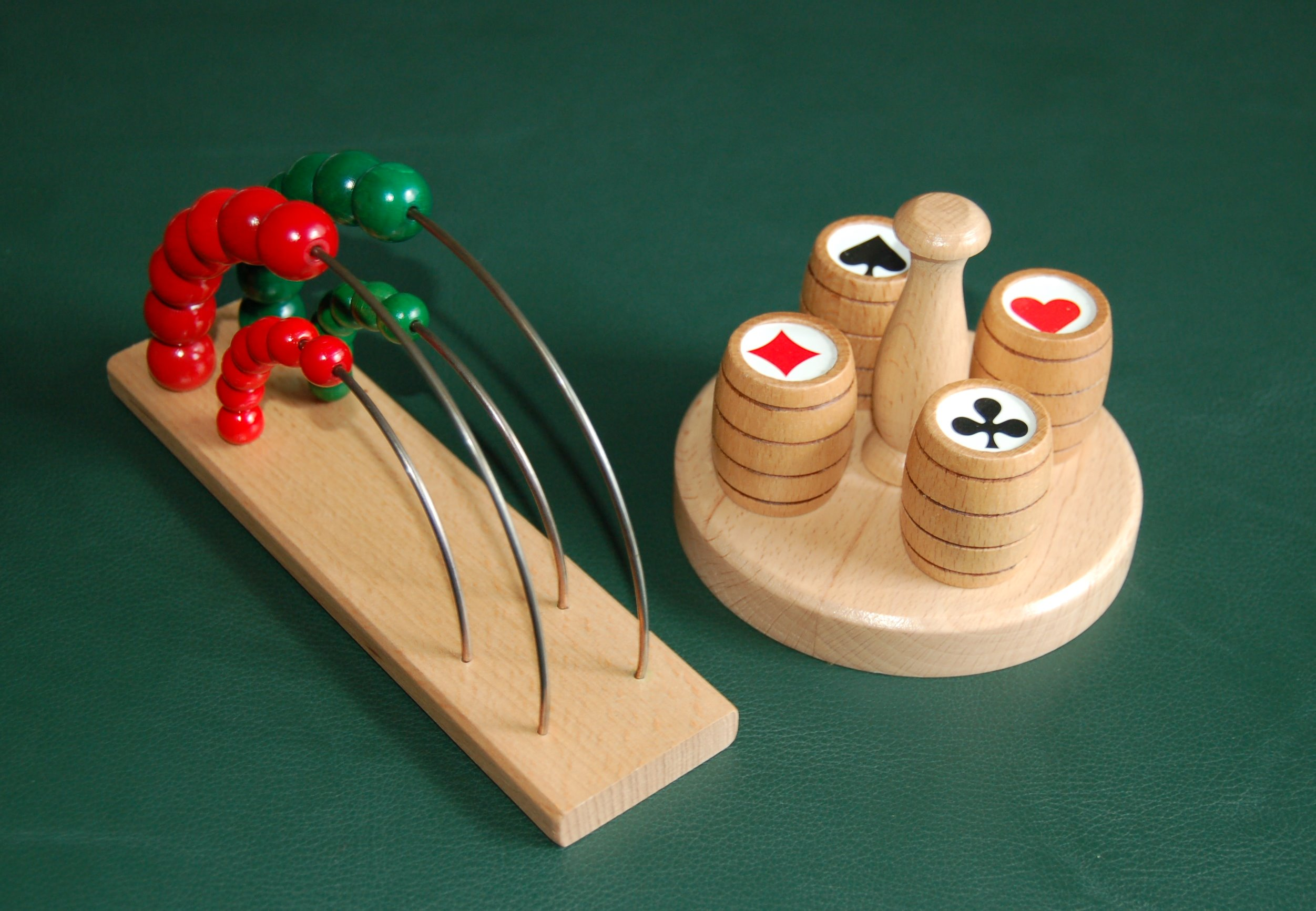
'Bummerl' (ponto no jogo) marcadores de naipe com cartas francesas

Um jogador que considera que os pontos das vazas que pegou, somados aos de quaisquer “casamentos”, somam 66 ou mais, interrompe o jogo e começa a contar os pontos de cartas. Se o jogador que interrompeu o jogo não tiver 66 pontos de cartas e casamentos, o oponente ganha 2 pontos de jogo, ou 3 se o oponente não tiver pegado nenhuma vaza. Se o jogador tiver 66 pontos, ele ou ela ganha pontos de jogo da seguinte forma: 
- Um ponto de jogo se o oponente tiver 33 ou mais pontos de cartas.
- Dois pontos de jogo se o oponente tiver vencido pelo menos uma vaza e tiver de 0 a 32 pontos de cartas.
- Três pontos de jogo se o oponente não tiver vencido nenhuma vaza.

### Vencedor
A primeira pessoa a marcar sete pontos de jogo é a vencedora.

## Variantes

### Schnapsen
A variação nacional austríaca de duas mãos do sessenta e seis, na qual todos os noves são removidos para um baralho de 20 cartas em vez de 24, e o tamanho da mão é reduzido de seis para cinco. Há várias outras mudanças importantes nas regras do Schnapsen em comparação com as apresentadas acima para o Sixty-Six: * A troca de trunfos é feita por um jogador na liderança que possui o trunfo Valete "J" ou o trunfo Valete "U" em vez do trunfo Nove. * Se o estoque estiver esgotado, o vencedor da última vaza recebe uma vitória absoluta da mão, em vez de um bônus de 10 pontos de cartas. * Casamentos do jogador na liderança são permitidos mesmo quando o estoque estiver esgotado ou fechado. * O estoque só pode ser fechado após repor ambas as mãos para cinco cartas. Existem muitas variações menores nas regras do Schnapsen e do sessenta e seis.
.
Schnapsen é considerado um jogo muito mais equilibrado do que a versão de 24 cartas e é particularmente popular na Áustria e na Hungria, onde são vendidos baralhos de cartas especiais chamados "Schnapskarten" especificamente para este jogo. É considerado um jogo muito estratégico, e artigos e livros já foram escritos sobre estratégias vencedoras..  São 30 pontos por naipe, totalizando 120 pontos no baralho. Os pontos são distribuídos entre as cartas conforme mostrado na tabela.
Além disso, os pontos são concedidos aos jogadores que possuem um "casamento" ou combinação. Para obter os pontos pela combinação e casamento, o rei ou a rainha devem ser os primeiros a serem jogados (ou seja, a primeira carta jogada na vaza) e a outra carta deve estar na mão do mesmo jogador. Não é necessário aceitar a vaza, apenas liderar. Mas a equipe só pode contar a combinação se, ao longo da mão, vencer pelo menos uma vaza. O jogador deve anunciar o casamento (como "40" ou "20") ao liderar, caso contrário, o jogador não recebe o prêmio. 40 pontos são concedidos para uma combinação/casamento com trunfo, 20 pontos para uma combinação sem trunfo. 
Os pontos são mantidos em incrementos de 33 pontos. A pontuação é mantida até 10 pontos. Embora, em jogos de dinheiro e entre certas ====Lance==== 
A jogada à esquerda doa mão inicia o lance. O lance é feito com base em quantos pontos o jogador acha que fará na vez.
Cada jogador dá um lance maior que o lance anterior ou passa. Cada jogador dá um lance ou passa apenas uma vez. O jogador com o lance mais alto lidera. O trunfo é determinado pela primeira carta jogada. Cada tique marcado na súmula vale 33 pontos. 
Os lances não são aditivos: se seu parceiro dá 1 e você dá 2, o lance para aquela mão é 2, não 3. Como o lance é baseado no número de pontos que você deseja levar, os lances equivalem ao seguinte: 
- Um lance de 1 vale 33 pontos – Isso pode ser bastante simples, já que o jogador que recebe o lance determina qual é o trunfo. Se ele tiver um Ás/Dez ou Ás e dois outros do mesmo naipe, um lance de 1 pode ser seguro. Há apenas 30 pontos por naipe. Se o jogador tiver um "casamento", ele pode liderar por 40 pontos, então é sempre seguro apostar 1 com um casamento.
- Um lance de 2 vale 66 pontos – Isso é um pouco mais da metade dos pontos no baralho. Regra geral – você deve apostar 2 quando tiver um casamento, porque você já tem 40 (você só precisa de mais 26). É provável que seu parceiro lhe dê esses pontos para atingir seu lance de 2.
- Um lance de 3 vale 99 pontos – Isso é difícil, mas com um casamento de trunfo e um trunfo forte, é possível.
- Um lance de 4 vale 132 pontos – Há apenas 120 pontos no baralho, então isso "requer" uma combinação para ser feito. Geralmente, as pessoas não apostam 4.
- Um lance de 5 (também conhecido como "lua" ou "jogar sozinho") – A mão do parceiro é colocada virada para baixo e o parceiro não joga. O jogo é disputado apenas entre os 3 jogadores restantes. A dificuldade de lance descreve jogos a dinheiro anteriores à década de 1970.

Desde então, inovações foram feitas com lances agressivos, notavelmente em South Bend, Indiana. Esse estilo agressivo de jogo era anteriormente desencorajado pelas regras de dinheiro que penalizavam lances perdedores: "Um dólar por ponto e um dólar por set". Consequentemente, os jogadores não conseguiam calcular as probabilidades e circunstâncias ideais que favorecessem um estilo de lance mais agressivo, o que era permitido em jogos familiares, onde os jogadores mais jovens tinham liberdade para desafiar os limites sem medo de perder dinheiro (ou brigas na sala de jogos). 

#### Jogar
Após os lances dos jogadores, o jogador com o lance mais alto inicia o jogo. A primeira carta lançada é automaticamente um trunfo. Os jogadores devem seguir o naipe. Se um jogador tiver a possibilidade de jogar uma carta mais alta, ele deve jogar uma carta mais alta. Se um jogador não tiver o naipe lançado, mas tiver um trunfo, ele deve jogar um trunfo. Esta pode ser uma maneira útil de remover o trunfo do seu oponente e, ao mesmo tempo, se livrar das cartas com menor pontuação, ou seja, os 9s. Se o jogador não tiver o naipe lançado ou o trunfo, seu parceiro está livre para jogar qualquer uma das cartas restantes. 

#### Pontuação
A equipe com o lance mais alto deve fazer seu lance para pontuar. A não observância desta regra resulta em uma redução de pontos. 
Se o casamento não foi lançado, não é pontuado. Para os oponentes, a cada 33 pontos, marque um nos cartões de pontuação. Para a equipe que fez o lance, se ela fez o lance, marque um ponto no placar a cada 33 pontos. Se ela foi colocada em jogo, remova o lance do placar. Em partidas acirradas, a regra é "licitante eliminado". 
Isso significa que se ambas as equipes ultrapassarem 15 pontos na última mão, a equipe que venceu o lance é a vencedora. É importante observar que não há penalidade em lances abaixo do esperado. Se um jogador fizer um lance acima do esperado, no entanto, seu parceiro pode fazer um lance novamente. A equipe adversária ganha pontos com base no que acumular. Se acumular 35 pontos, marca um ponto no placar.